# Mochna bahenní
Mochna bahenní (Potentilla palustris, syn. Potentilla comarum, Comarum palustre, Pancovia palustris, Fragaria palustris), česky též zábělník bahenní, je 20 až 80 cm (jiný zdroj uvádí až jeden metr) vysoká vytrvalá bylina z rodu mochna rostoucí na území Evropy, včetně České republiky. Obvykle roste na lokalitách bohaté na vodu jako jsou rašeliniště, mokré ostřicové louky, na okrajích rybníků atd.
Květ mochny bahenní má tmavě červenou barvu a v průměru dosahuje velikosti 2,5 cm.

## Synonyma
- zábělník bahní (Presl 1819; Opiz 1852)[2]
- zábělník bahenní (Čelakovský 1879; Polívka 1912; Dostál 1989)[2]
- mochna bahenní (Kubát 2002)[2]